# Films américains sortis en 1916
Listes de films américains
- 1912
- 1913
- 1914
- 1915
- 1916
- 1917
- 1918
- 1919
- 1920

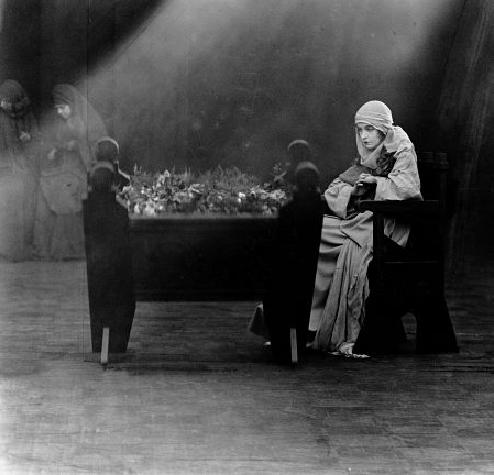
Intolérance

Liste (non exhaustive) de films américains sortis en 1916.

## A-Z
| Titre                                                           | Réalisateur                                       | Distribution                                                                  | Genre                      | Notes                                     |
| --------------------------------------------------------------- | ------------------------------------------------- | ----------------------------------------------------------------------------- | -------------------------- | ----------------------------------------- |
| A La Cabaret (en)                                               | Walter Wright                                     | Ora Carew (en), Joseph Belmont, Blanche Payson                                | Comédie                    |                                           |
| The Abandonment (en)                                            | Donald MacDonald                                  | Forrest Taylor, Harry von Meter, Helene Rosson (en)                           | Film dramatique            |                                           |
| The Americano                                                   | John Emerson                                      | Douglas Fairbanks                                                             | Aventure                   |                                           |
| Arthur's Desperate Resolve (en)                                 | William Garwood                                   | William Garwood, Lois Wilson                                                  | Comédie                    |                                           |
| Billy's War Brides (en)                                         | William Garwood                                   | William Garwood, Sonia Marcelle, Molly Gilmore                                | Comédie                    |                                           |
| Blanche-Neige (Snow White)                                      |                                                   |                                                                               |                            |                                           |
| La Bohème                                                       | Albert Capellani                                  | Alice Brady, Paul Capellani                                                   | Film dramatique d'époque   |                                           |
| Brigand sans le vouloir (en) (Luke Rides Roughshod)             | Hal Roach                                         | Harold Lloyd                                                                  | Film à sketchs             |                                           |
| The Broken Cross (en)                                           | Tom Ricketts                                      | Harold Lockwood, May Allison                                                  | Film d'amour               |                                           |
| Broken Fetters (en)                                             | Rex Ingram                                        | Kittens Reichert (en), Violet Mersereau                                       | Comédie                    |                                           |
| The Bruiser (en)                                                | Charles Bartlett                                  | Charlotte Burton, William Russell, George Ferguson (en), Lizette Thorne (en)  | Film dramatique            |                                           |
| Charlot cambrioleur (Police)                                    | Charlie Chaplin                                   | Charlie Chaplin, Edna Purviance, Wesley Ruggles                               | Film à sketchs             |                                           |
| Charlot chef de rayon (The Floorwalker)                         | Charlie Chaplin                                   | Charlie Chaplin, Edna Purviance, Eric Campbell, Lloyd Bacon                   | Film à sketchs             | Premier film de Chaplin pour Mutual Films |
| Charlot et le Comte (The Count)                                 | Charlie Chaplin                                   | Charlie Chaplin, Edna Purviance, Eric Campbell                                | Comédie                    |                                           |
| Charlot fait du ciné (Behind the Screen)                        | Charlie Chaplin                                   | Charlie Chaplin, Edna Purviance, Eric Campbell                                | Comédie                    |                                           |
| Charlot musicien (The Vagabond)                                 |                                                   |                                                                               |                            |                                           |
| Charlot patine (The Rink)                                       | Charlie Chaplin                                   | Charlie Chaplin, Edna Purviance                                               | Film à sketchs             |                                           |
| Charlot pompier (The Fireman)                                   | Charlie Chaplin                                   | Charlie Chaplin, Edna Purviance, Lloyd Bacon                                  | Film à sketchs             |                                           |
| Charlot rentre tard (One A.M.)                                  | Charlie Chaplin                                   | Charlie Chaplin                                                               | Film à sketchs             |                                           |
| Charlot usurier (The Pawnshop)                                  | Charlie Chaplin                                   | Charlie Chaplin, Edna Purviance, Henry Bergman                                | Film à sketchs             |                                           |
| Charme vainqueur (en) (Youth's Endearing Charm)                 |                                                   |                                                                               |                            |                                           |
| Civilisation (Civilization)                                     | Reginald Barker                                   | Howard C. Hickman, Enid Markey, George Fisher                                 | Film dramatique            | Premier film représentant Jésus Christ    |
| Le Cœur de Nora Flynn (The Heart of Nora Flynn)                 | Cecil B. DeMille                                  | Marie Doro, Elliott Dexter                                                    | Film dramatique            |                                           |
| The Craving                                                     | Charles Bartlett                                  | Charlotte Burton, William Russell, Helene Rosson (en)                         | Film dramatique            |                                           |
| The Curse of Quon Gwon (en)                                     | Marion Wong                                       |                                                                               | Film dramatique            |                                           |
| The Decoy (en)                                                  | William Garwood                                   | William Garwood, Edward Brady, Lois Wilson                                    | Film dramatique            |                                           |
| Divorce and the Daughter (en)                                   | Frederick Sullivan (en)                           | Florence La Badie, Edwin Stanley, Ethelmary Oakland (en)                      | Film dramatique            |                                           |
| The Dream Girl                                                  | Cecil B. DeMille                                  | Mae Murray, Theodore Roberts, Earle Foxe                                      | Film dramatique            |                                           |
| Energetic Eva                                                   | Joseph W. Smiley                                  | Eva Tanguay                                                                   | Comédie                    |                                           |
| The Fate of the Dolphin (en)                                    | Tom Ricketts                                      | Perry Banks (en), Edward Coxen                                                | Film dramatique            |                                           |
| Fatty et Mabel à la mer (Fatty and Mabel Adrift)                | Roscoe "Fatty" Arbuckle                           | Roscoe "Fatty" Arbuckle, Mabel Normand                                        | Film à sketchs             |                                           |
| Felix on the Job                                                | George Felix                                      | Lon Chaney, Sr.                                                               | Comédie                    |                                           |
| La Fille des dieux (A Daughter of the Gods)                     | Herbert Brenon                                    | Annette Kellerman, Hal De Forrest (en)                                        | Film dramatique            |                                           |
| La Fin du monde (Verdens Undergang)                             |                                                   |                                                                               |                            |                                           |
| The Gamble (en)                                                 | Tom Ricketts                                      | Harold Lockwood, May Allison                                                  | Film dramatique            |                                           |
| The Gentle Art of Burglary (en)                                 | Raymond L. Schrock                                | William Garwood, Violet Mersereau                                             | Comédie                    |                                           |
| The Girl Detective                                              | Burton L. King                                    | Robyn Adair, Virginia Kirtley, Leo D. Maloney                                 | Film dramatique            |                                           |
| The Grey Sisterhood                                             | Edward LeSaint                                    | William Garwood, Stella LeSaint, Ogden Crane                                  | Mystère                    |                                           |
| The Habit of Happiness                                          | Allan Dwan                                        | Douglas Fairbanks, George Fawcett                                             |                            |                                           |
| Le Harem de Salamalec (en) (Lonesome Luke Lolls in Luxury)      | Hal Roach                                         | Harold Lloyd, Bebe Daniels                                                    | Film à sketchs             |                                           |
| He Wrote a Book (en)                                            | William Garwood                                   | William Garwood, Edward Brady                                                 | Comédie                    |                                           |
| The Highest Bid (en)                                            | William Russell                                   | William Russell, Charlotte Burton                                             |                            |                                           |
| His Majesty Dick Turpin                                         | Francis Ford                                      | Francis Ford, Grace Cunard, Jack Holt                                         | Western                    |                                           |
| His Picture (en)                                                | William Garwood                                   | William Garwood, Violet Mersereau, Clara Beyers (en)                          | Comédie                    |                                           |
| Hoodoo Ann (en)                                                 | Lloyd Ingraham                                    | Mae Marsh, Robert Harron                                                      | Comédie dramatique         |                                           |
| Hulda from Holland                                              | John B. O'Brien                                   | Mary Pickford, Frank Losee                                                    | Film dramatique            |                                           |
| Impresario par intérim (en) (Luke Pipes the Pippins)            | Hal Roach                                         | Harold Lloyd                                                                  | Film à sketchs             |                                           |
| The Innocent Lie                                                | Sidney Olcott                                     | Valentine Grant, Jack J. Clark                                                | Film dramatique            |                                           |
| Intolérance                                                     | D. W. Griffith                                    | Mae Marsh, Robert Harron, Constance Talmadge, Lillian Gish                    | Film dramatique            |                                           |
| Jeanne d'Arc (Joan the Woman)                                   | Cecil B. DeMille                                  | Geraldine Farrar                                                              | Film historique            |                                           |
| Le Justicier (Hell's Hinges)                                    | William S. Hart, Charles Swickard, Clifford Smith | William S. Hart, Clara Williams                                               |                            |                                           |
| The League of the Future (en)                                   | Edward LeSaint                                    | William Garwood                                                               |                            |                                           |
| Lights of New York (en)                                         | Van Dyke Brooke                                   | Leah Baird, Walter McGrail, Adele DeGarde                                     | Film dramatique            |                                           |
| Lillo of the Sulu Seas (en)                                     | Tom Ricketts                                      | Harold Lockwood, May Allison                                                  |                            |                                           |
| Lonesome Luke Leans to the Literary                             | Hal Roach                                         | Harold Lloyd, Bebe Daniels                                                    | Film à sketchs             |                                           |
| The Love Hermit (en)                                            | Jack Prescott (en)                                | William Russell, Charlotte Burton                                             | Film dramatique            |                                           |
| Luke's Speedy Club Life                                         | Hal Roach                                         | Harold Lloyd                                                                  | Film à sketchs             |                                           |
| Lui... directeur de cinéma (en) (Luke's Movie Muddle)           | Hal Roach                                         | Harold Lloyd                                                                  | Film à sketchs             |                                           |
| Lui et le noble sport (en) (Luke's Newsie Knockout)             | Hal Roach                                         | Harold Lloyd                                                                  | Film à sketchs             |                                           |
| Lui garçon limonadier (en) (Luke, the Candy Cut-Up)             | Hal Roach                                         | Harold Lloyd                                                                  | Film à sketchs             |                                           |
| Luke Joins the Navy                                             | Hal Roach                                         | Harold Lloyd                                                                  | Film à sketchs             |                                           |
| Lui va dans le monde (en) (Luke, Rank Impersonator)             | Hal Roach                                         | Harold Lloyd                                                                  | Film à sketchs             |                                           |
| Lui... violoniste (en) (Luke's Society Mixup)                   | Hal Roach                                         | Harold Lloyd                                                                  | Film à sketchs             |                                           |
| Luke and the Bang-Tails                                         | Hal Roach                                         | Harold Lloyd                                                                  | Film à sketchs             |                                           |
| Luke and the Bomb Throwers (en)                                 | Hal Roach                                         | Harold Lloyd                                                                  |                            |                                           |
| Luke and the Mermaids                                           | Hal Roach                                         | Harold Lloyd                                                                  | Film à sketchs             |                                           |
| Luke and the Rural Roughnecks (en)                              | Hal Roach                                         | Harold Lloyd                                                                  | Film à sketchs             |                                           |
| Luke Foils the Villain (en)                                     | Hal Roach                                         | Harold Lloyd                                                                  | Film à sketchs             |                                           |
| Luke Laughs Last (en)                                           | Hal Roach                                         | Harold Lloyd                                                                  | Film à sketchs             |                                           |
| Luke Locates the Loot (en)                                      | Hal Roach                                         | Harold Lloyd                                                                  |                            |                                           |
| Luke Lugs Luggage (en)                                          | Hal Roach                                         | Harold Lloyd                                                                  | Film à sketchs             |                                           |
| Luke, Crystal Gazer                                             | Hal Roach                                         | Harold Lloyd                                                                  | Film à sketchs             |                                           |
| Luke, Patient Provider (en)                                     | Hal Roach                                         | Harold Lloyd                                                                  | Film à sketchs             |                                           |
| Luke, the Chauffeur (en)                                        | Hal Roach                                         | Harold Lloyd                                                                  | Film à sketchs             |                                           |
| Luke, the Gladiator (en)                                        | Hal Roach                                         | Harold Lloyd                                                                  | Film à sketchs             |                                           |
| Luke's Double (en)                                              | Hal Roach                                         | Harold Lloyd                                                                  | Film à sketchs             |                                           |
| Luke's Fatal Flivver (en)                                       | Hal Roach                                         | Harold Lloyd                                                                  | Film à sketchs             |                                           |
| Luke's Fireworks Fizzle (en)                                    | Hal Roach                                         | Harold Lloyd                                                                  | Film à sketchs             |                                           |
| Luke's Late Lunchers (en)                                       | Hal Roach                                         | Harold Lloyd                                                                  | Film à sketchs             |                                           |
| Luke's Lost Lamb                                                | Hal Roach                                         | Harold Lloyd                                                                  | Film à sketchs             |                                           |
| Luke's Preparedness Preparations (en)                           | Hal Roach                                         | Harold Lloyd                                                                  | Film à sketchs             |                                           |
| Luke's Shattered Sleep (en)                                     | Hal Roach                                         | Harold Lloyd                                                                  | Film à sketchs             |                                           |
| Luke's Washful Waiting (en)                                     | Hal Roach                                         | Harold Lloyd                                                                  | Film à sketchs             |                                           |
| Luke Does the Midway                                            | Hal Roach                                         | Harold Lloyd                                                                  | Film à sketchs             |                                           |
| Madame X (en)                                                   | George F. Marion                                  | Dorothy Donnelly, John Bowers                                                 | Film dramatique            |                                           |
| The Man in the Sombrero (en)                                    | Tom Ricketts                                      | Harold Lockwood, May Allison, William Stowell                                 | Film dramatique romantique |                                           |
| The Man Who Would Not Die (en)                                  | William Russell, Jack Prescott (en)               | Charlotte Burton, Harry Keenan (en)                                           |                            |                                           |
| Maria Rosa                                                      | Cecil B. DeMille                                  | Geraldine Farrar, Wallace Reid                                                | Film dramatique            |                                           |
| Le Mariage de Mary (en) (Dulcie's Adventure)                    | James Kirkwood, Sr.                               | Mary Miles Minter, Bessie Banks (en), Marie Van Tassell (en), Harry von Meter | Film dramatique            |                                           |
| Matching Dreams (en)                                            | B. Reeves Eason                                   | Sylvia Ashton, Vivian Rich                                                    | Film à sketchs             |                                           |
| Message à Garcia (en) (A Message to Garcia)                     | Richard Ridgley                                   | Mabel Trunnelle, Charles Sutton (en)                                          |                            | Basé sur un essai d'Elbert Green Hubbard  |
| The Moonshiners (en)                                            | Roscoe "Fatty" Arbuckle                           | Joe Bordeaux, J. Herbert Frank (en)                                           | Film à sketchs             |                                           |
| Oliver Twist                                                    | James Young                                       | Marie Doro, Tully Marshall                                                    | Film dramatique            |                                           |
| The Other Side of the Door                                      | Tom Ricketts                                      | Harold Lockwood, May Allison                                                  | Film dramatique romantique |                                           |
| La Piste du pin solitaire                                       | Cecil B. DeMille                                  |                                                                               |                            |                                           |
| Pour sauver sa race (The Aryan)                                 | William S. Hart                                   | William S. Hart, Louise Glaum, Bessie Love                                    | Western, Film dramatique   | Long métrage                              |
| Ramona (en)                                                     | Donald Crisp                                      | Adda Gleason (en), Mabel Van Buren, Ann Dvorak                                |                            |                                           |
| The Release of Dan Forbes (en)                                  | Donald MacDonald                                  | Helene Rosson (en), William Stowell, Harry von Meter                          | Film dramatique            |                                           |
| Le Roi des Saltimbanques (en) (Lonesome Luke, Circus King)      | Hal Roach                                         | Harold Lloyd, Bebe Daniels                                                    | Film à sketchs             |                                           |
| A Sanitarium Scramble (en)                                      | B. Reeves Eason                                   |                                                                               |                            |                                           |
| The Secret Wire (en)                                            |                                                   |                                                                               |                            |                                           |
| Sequel to the Diamond from the Sky (en)                         |                                                   |                                                                               |                            |                                           |
| Shadows (en)                                                    | B. Reeves Eason                                   |                                                                               |                            |                                           |
| Sherlock Holmes                                                 | Arthur Berthelet                                  | William Gillette, Edward Fielding                                             | Mystère                    |                                           |
| The Smugglers of Santa Cruz (en)                                |                                                   |                                                                               |                            |                                           |
| A Society Sherlock (en)                                         |                                                   |                                                                               |                            |                                           |
| A Soul at Stake (en)                                            |                                                   |                                                                               |                            |                                           |
| The Soul's Cycle (en)                                           |                                                   |                                                                               |                            |                                           |
| Sous deux drapeaux (en) (Under Two Flags)                       | J. Gordon Edwards                                 | Theda Bara, Herbert Heyes                                                     | Film dramatique            |                                           |
| Stampede in the Night (en)                                      |                                                   |                                                                               |                            |                                           |
| The Stepping Stone                                              |                                                   |                                                                               |                            |                                           |
| The Strength of Donald McKenzie (en)                            |                                                   |                                                                               |                            |                                           |
| Them Was the Happy Days! (en)                                   | Hal Roach                                         | Harold Lloyd                                                                  |                            |                                           |
| The Thoroughbred                                                |                                                   |                                                                               |                            |                                           |
| Three Fingered Jenny (en)                                       | Edward LeSaint                                    | William Garwood, Stella LeSaint, Carmen Phillips                              | Mystère                    |                                           |
| Time and Tide (en)                                              | B. Reeves Eason                                   |                                                                               |                            |                                           |
| To Have and to Hold                                             |                                                   |                                                                               |                            |                                           |
| The Torch Bearer (en)                                           |                                                   |                                                                               |                            |                                           |
| True Nobility (en)                                              |                                                   |                                                                               |                            |                                           |
| The Twinkler (en)                                               |                                                   |                                                                               |                            |                                           |
| Two Seats at the Opera (en)                                     |                                                   |                                                                               |                            |                                           |
| The Undertow (en)                                               |                                                   |                                                                               |                            |                                           |
| Vice Versa                                                      |                                                   |                                                                               |                            |                                           |
| La Vierge folle (The Foolish Virgin)                            | Albert Capellani                                  | Clara Kimball Young, Conway Tearle, Paul Capellani                            | Film dramatique            |                                           |
| Vingt Mille lieues sous les mers (20,000 Leagues Under the Sea) | Stuart Paton                                      | Lois Alexander, Curtis Benton, Wallace Clarke, Allen Holubar                  | Action, aventure           | Adaptation du roman de Jules Verne        |
| Viviana (en)                                                    | B. Reeves Eason                                   |                                                                               |                            |                                           |
| Where Are My Children?                                          | Phillips Smalley                                  | Tyrone Power Sr., Juan de la Cruz                                             | Film dramatique policier   |                                           |
| The White Rosette (en)                                          |                                                   |                                                                               |                            |                                           |
| Wild Jim, Reformer                                              | Frank Cooley                                      | Jack Richardson, Lizette Thorne (en), Forrest Taylor                          | Film dramatique            |                                           |
| The World and the Woman                                         | Frank Lloyd, Eugene Moore (en)                    | Jeanne Eagels, Boyd Marshall                                                  | Film dramatique            |                                           |